# Ricardo dos Santos (calciatore)
Raúl Ricardo dos Santos González (Montevideo, 19 aprile 1965) è un ex calciatore uruguaiano,  di ruolo attaccante.

## Carriera

### Club
Ha giocato nel massimo campionato uruguaiano e spagnolo, con le maglie di Albacete e Villarreal.

### Nazionale
Ha giocato due partite per la nazionale uruguaiana tra il 1992 e il 1993.

## Palmarès

### Club

#### Competizioni nazionali
- Campionato uruguaiano: 1

Defensor: 1991
- Liguilla Pre-Libertadores de América: 2

Defensor: 1989, 1991